# Битва при Энофитах
Битва при Энофитах (457 год до н. э.) — сражение между Афинами и Беотийским союзом в ходе Малой Пелопоннесской войны.

## Предыстория
Напряжённые и недружеские отношения между Спартой и Афинами из-за желания каждого государства осуществлять гегемонию в Греции вылились в 460 году до н. э. в открытое противостояние между ними. Эта война вошла в историю как Малая или Первая Пелопоннесская война.
Начало этой войны было неудачным для афинян: они потерпели поражение от коринфян и эпидаврийцев при Галиях, но затем афиняне одержали две морские победы: при Кекрифалии и при Эгине, и осадили город Эгину.
В 457 году до н. э. спартанская армия пошла в Дориду для защиты её от нападений фокидян (союзников афинян). Когда спартанцы возвращались домой, афинская армия отрезала им путь, но потерпела поражение в битве при Танагре.
Спустя 62 дня афиняне во главе с Миронидом вновь вторгаются в Беотию и возле Энофит встречают войско беотийцев, союзников спартанцев. Что касается сил сторон, то неизвестны численность ни афинской, ни беотийской армий.

## Ход битвы
О ходе самой битвы нам тоже известно мало. Битва упоминается у Фукидида и Диодора. Известно лишь, что битва длилась день до того, как беотийцы обратились в бегство.

## Итоги
Эта битва привела к тому, что афиняне завладели почти всей Беотией, кроме Фив. Миронид приказал, чтобы жители Танагры срыли стены своего города, а сам направился в земли опунтских локров. После того, как он взял у них заложников, он двинулся воевать в Фессалию за то, что фессалийцы предали афинян при Танагре. Миронид осадил Фарсал, но осада длилась безуспешно, и тогда он возвратился в Афины.
Господство афинян над Беотией и Средней Грецией длилось целое десятилетие вплоть до битвы при Коронее.